# ایوا گریمالدی
ایوا گریمالدی (ایتالیایی: Eva Grimaldi؛ زادهٔ ۷ سپتامبر ۱۹۶۱) بازیگر و مدل اهل ایتالیا است.
از فیلم‌ها یا برنامه‌های تلویزیونی که وی در آن نقش داشته است، می‌توان به درایو این، دختران بد، گناه و شرم، کاترینا و دخترانش، صومعه گناهکاران، مصاحبه، پاگانینی، روزهای آرام در کلیشی، زیبایی زنان، فروشگاه بزرگ، ریمینی ریمینی - یک سال بعد و دانونزیو اشاره کرد.
در سال ۲۰۲۰، او فاش کرد که رابطه‌اش با بازیگر گابریل گارکو توسط شرکت تهیه‌کننده به‌عنوان یک حقه تبلیغاتی ساخته و پرداخته شده بود. او در سال ۲۰۱۹ واردِ یک اتحاد مدنی با سیاستمدار و فعال اجتماعی ایمّا باتالیا شراکت رسمی شد.